# Феофилакт (Безукладников)
Архимандри́т Феофила́кт (в миру Григо́рий Алекса́ндрович Безукла́дников; 1 декабря 1963, Оса, Пермская область, РСФСР) — священнослужитель Русской православной церкви, архимандрит, наместник Новоиерусалимского монастыря.

## Биография

### Ранние годы
Родился 1 декабря 1963 года в городе Оса Пермской области в семье священника. Был пятым из двенадцати детей.
В 1971—1981 года учился в средней школе имени Героя Советского Союза В. Е. Ершова города Чёрмоз. После окончания средней школы поступил в Одесскую духовную семинарию. По его словам: «Это был советский период, и мои документы отказались принять в духовные школы Москвы и Ленинграда. Тогда были строгие законы, и юноши моложе 17 лет не допускались до экзаменов, а в Одессе мои документы как-то приняли и вскоре вызвали на экзамены».
В 1982—1984 годы проходил действительную срочную службу в рядах Советской армии в военно-строительных войсках в звании рядового.
Отслужив в армии в 1984 году, поступил на второй год обучения в Московскую духовную семинарию. Параллельно проходил обучение в регентском классе при Московских духовных школах.

### Служение в 1987—1991 годы
В марте 1987 года принят в число братии Свято-Троицкой Сергиевой лавры, где исполнял общие монастырские послушания. 3 июля того же года наместником Свято-Троицкой Сергиевой лавры архимандритом Алексием (Кутеповым) был пострижен в монашество с наречением имени в честь преподобного Феофилакта исповедника, епископа Никомидийского.
16 июля 1987 года в Успенском соборе Троице-Сергиевой лавры митрополитом Кишинёвским и Молдавским Серапионом (Фадеевым) рукоположен в сан иеродиакона. В том же году, по окончании курса в Московской духовной семинарии, продолжил обучение в Московской духовной академии.
30 мая 1988 года в Успенском соборе лавры архиепископом Зарайским Иовом (Тывонюком) рукоположен в сан иеромонаха после чего, отслужив в Лавре одну литургию, был направлен вместе с иеромонахом Мелхиседеком (Артюхиным), иеродиаконом Панхарием и иеродиаконом Иннокентием возрождать Оптину пустынь. В связи с этим перевёлся на сектор заочного обучения МДА.

### Служение в Москве (1991—2008)

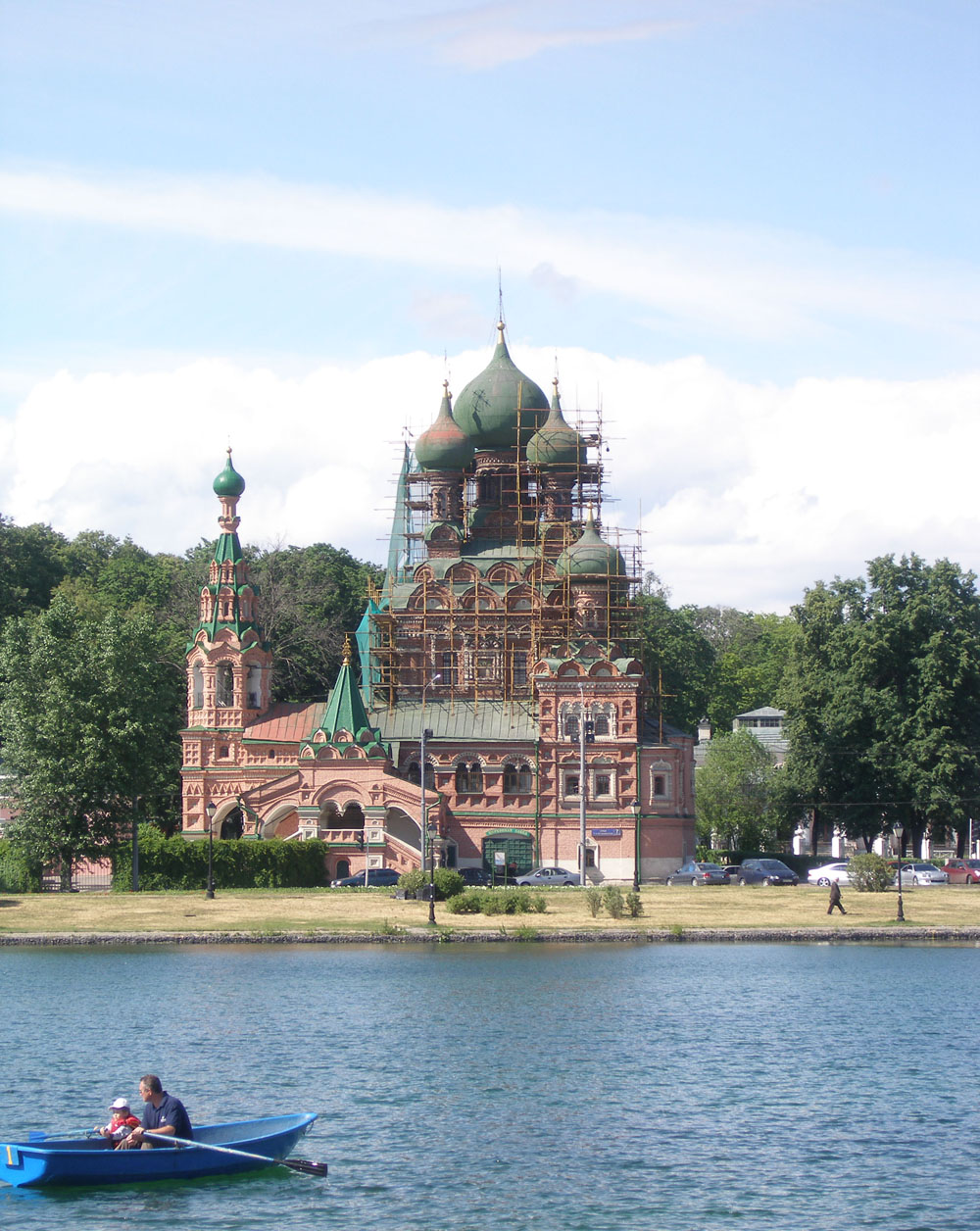
Троицкая церковь в Останкине. 2007 год.

Когда перед монастырём встал вопрос об открытии подворья в городе Москве, по решению духовного собора был направлен в столицу. В марте 1991 года при храме Живоначальной Троицы в Останкине было организовано подворье Оптиной пустыни, настоятелем которого стал иеромонах Феофилакт. В декабре 1999 года Останкинский храм утратил статус подворья Оптиной пустыни, став патриаршим подворьем.
В марте 2003 года одновременно назначен настоятелем храма Иконы Божией Матери «Отрада и Утешение» и благочинным Всехсвятского округа города Москвы.
В 2004 года назначен духовным попечителем негосударственного образовательного учреждения «Православная классическая гимназия во имя иконы Божией Матери „Знамение“ в Ховрине».
15 декабря 2004 года был избран членом Епархиального совета Московской городской епархии сроком на три года.
Продолжал работать руководить восстановительными работами в Троицком храме «мы получили в пользование здание храма и территорию вокруг него площадью более одного гектара, а также смогли восстановить три флигеля, которые исторически существовали на этой территории. В прошлом [2008] году к празднику Святой Пасхи удалось завершить восстановление наружной части стен храма. Отреставрирован его интерьер. Осталось провести реставрацию иконостаса и закончить отделку на некоторых других участках <…> Во флигелях разместились учебные аудитории воскресной школы и библиотека духовной литературы для прихожан и всех желающих».
12 декабря 2008 года указами временно управляющего Московской епархией митрополита Крутицкого и Коломенского Ювеналия (Пояркова), в связи с назначением на должность наместника Ново-Иерусалимского монастыря, освобождён от должности настоятеля храма «Отрада и Утешение» на Ходынском поле и приписных к нему храмов и часовен, должности благочинного храмов Всехсвятского округа Москвы и должности председателя Богослужебной комиссий при Епархиальном совете Москвы. В 2009 году освобождён от настоятельства в Троицком храме в Останкине.

### Наместник Ново-Иерусалимского монастыря

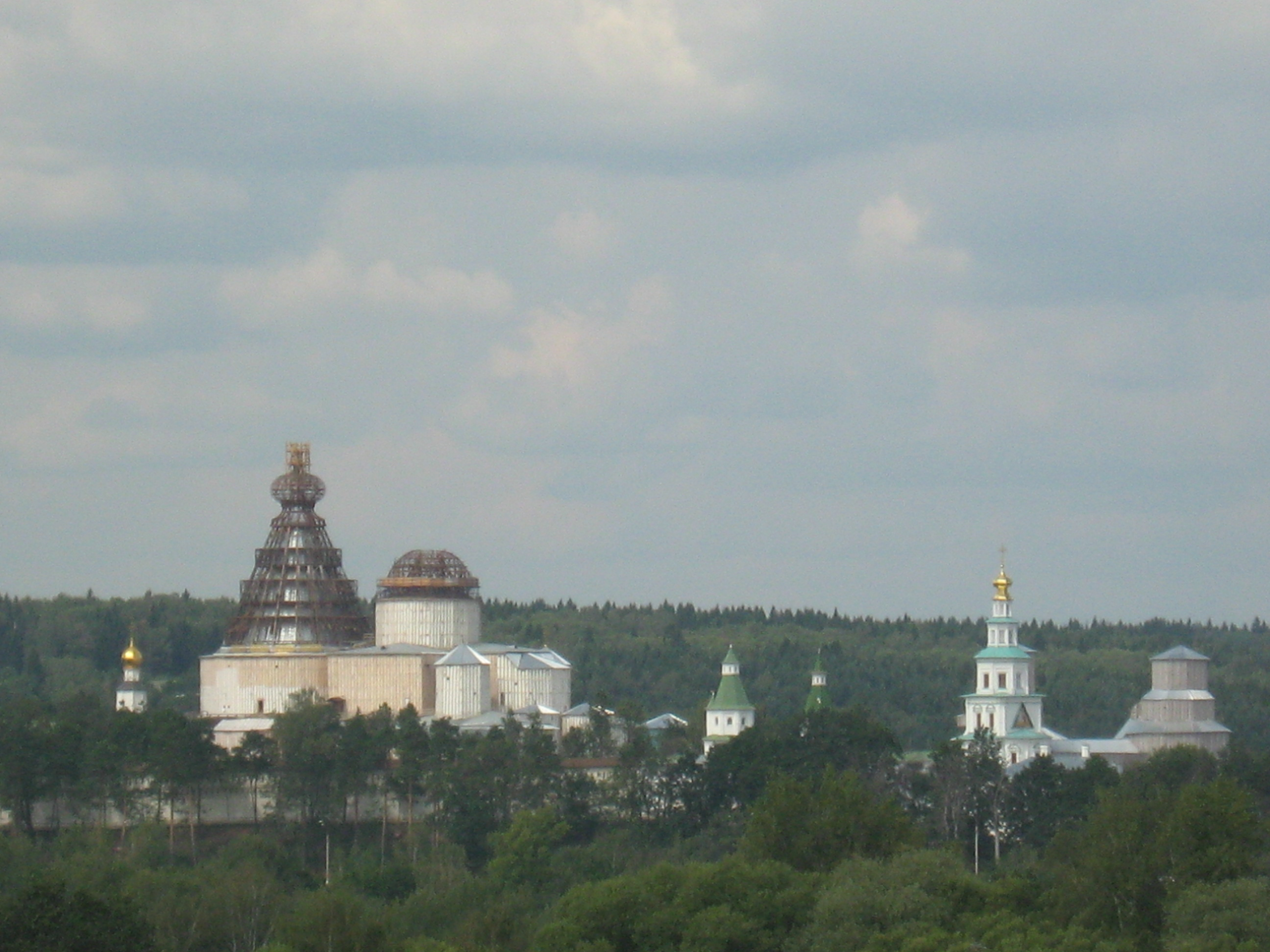
Воскресенский собор в строительных лесах. 2012 год.

6 мая 2008 года указом Патриарха Московского и всея Руси Алексия II назначен наместником Воскресенского Ново-Иерусалимского ставропигиального мужского монастыря. 23 июня 2008 года Священный Синод утвердил игумена Феофилакта (Безукладникова) наместником Воскресенского Новоиерусалимского ставропигиального мужского монастыря.
На период его наместничества пришлась самая большая за всю историю реконструкция и реставрация монастыря. В 2008 году после посещения Новоиерусалимского монастыря первыми лицами государства, для воссоздания исторического облика и восстановления святой обители был создан Благотворительный Фонд, сопредседателями попечительского совета которого стали Патриарх Кирилл и премьер Дмитрий Анатольевич Медведев.
25 сентября 2011 года в храме Рождества Христова Ново-Иерусалимского монастыря Патриарх Московский и всея Руси Кирилл прочитал молитвы над игуменом Феофилактом и вручил ему игуменский жезл.
14 августа 2015 года освятил новое здание, построенное для музея «Новый Иерусалим»
К январю 2016 года был впервые за всё время существования монастыря полностью отреставрирован Воскресенский собор. 8 мая 2016 года Патриарх Московский и всея Руси Кирилл совершил чин великого освящения Воскресенского собора Ново-Иерусалимского ставропигиального монастыря и на малом входе возвёл игумена Феофилакта в сан архимандрита.

## Награды
- Медаль «В память 850-летия Москвы» (1997)[15]
- Медаль ордена «За заслуги перед Отечеством» II степени (11 августа 2000 года) — за большой вклад в укрепление гражданского мира и возрождение духовно-нравственных традиций[16].